# Juicios de brujas de North Berwick

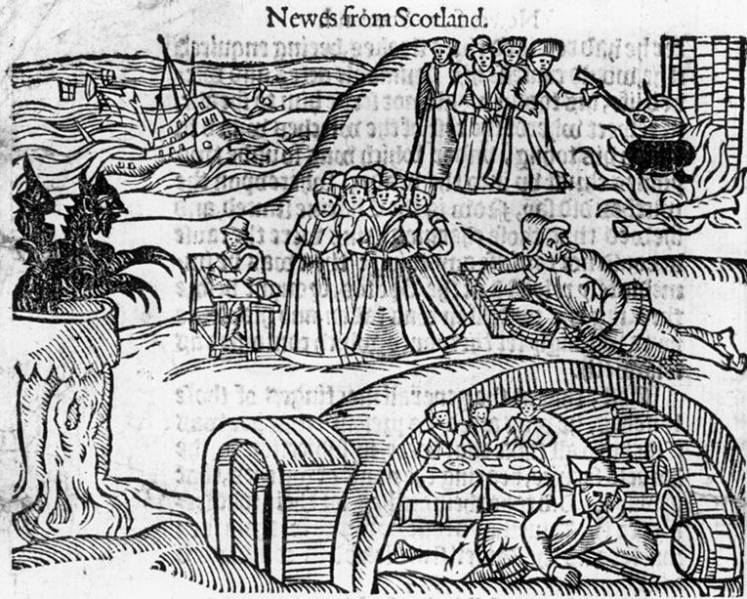
Las brujas de North Berwick conocen al Diablo en el camposanto local, de un panfleto contemporáneo, Newes from Scotland.

Los juicios de las brujas de North Berwick fueron los procesos judiciales en 1590 de varias personas de East Lothian, Escocia, acusadas de brujería en el St Andrew's Auld Kirk en North Berwick. Duraron dos años y más de setenta personas estuvieron implicadas. Estos incluyeron Francis Stewart, V conde de Bothwell, en cargos de alta traición.
Las "brujas" presuntamente celebraron sus aquelarres en el Auld Kirk Green, parte de la moderna North Berwick Harbour. Las confesiones fueron extraídas mediante tortura en el Old Tolbooth, Edimburgo. Los datos principales de esta historia fueron publicados en 1591 en el panfleto Newes from Scotland, posteriormente publicado en la disertación de 1597 del rey Jacobo I sobre nigromancia contemporánea titulada Daemonologie.
Esta fue la primera caza de brujas importante en Escocia, y comenzó con un suceso sensacionalista que involucraba las casas reales de Dinamarca y Escocia. El rey Jacobo I navegó a Copenhague para casarse con la princesa Ana, hermana de Cristián IV, rey de Dinamarca. Durante su regreso a Escocia experimentaron tormentas terribles y tuvieron que refugiarse en Noruega durante varias semanas antes de continuar. El almirante de la flota danesa de escolta, Peder Munk, atribuyó la tormenta a la esposa de un alto funcionario en Copenhague al que había insultado. Varios nobles de la corte escocesa fueron implicados, y se llevaron a cabo juicios de brujas en Dinamarca. Una de las primeras víctimas danesas fue Anna Koldings, quien, bajo presión, divulgó los nombres de otras cinco mujeres; uno de los cuales era Malin, la esposa del burgomaestre de Copenhague. Todas confesaron que habían sido culpables de brujería al levantar tormentas que amenazaban el viaje de la reina Ana, y que habían enviado demonios para que subieran a la quilla de su barco. En septiembre, dos mujeres fueron quemadas como brujas en Kronborg. Jacobo al enterarse decidió establecer su propio tribunal.

## Acusados

Presuntas brujas arrodilladas ante el rey Jacobo; Daemonologie (1597).

Las principales brujas directamente involucradas en los juicios fueron:  
- Agnes Tompson (Agnes Sampson)
- Barbara Napier
- Doctor Fian (John Cunningham)
- Ewphame Mecalrean (Euphemia Maclean)
- Geillis Duncan
- Robert Grierson
- Lennit Bandilandis
- La esposa del portero de Seaton
- El herrero de Brigge Hallis
- La esposa de George Mott
- Alanis Muir
- Otros no nombrados

Muy pronto, más de un centenar de brujas sospechosas en North Berwick fueron arrestadas, y muchas confesaron bajo tortura que se habían reunido con el Diablo en la iglesia por la noche, y se entregaron a hacer el mal, incluyendo envenenar al Rey y a otros miembros de su casa, e intentar hundir la nave del rey.
Las dos personas acusadas más importantes fueron Agnes Sampson, una anciana respetable de Humbie, y el Dr. John Fian, un maestro de escuela y erudito en Prestonpans. Ambos se negaron a confesar, pero fueron sometidos a severas torturas. Sampson fue llevada ante el rey Jacobo y un consejo de nobles. Ella negó todos los cargos, pero después de ser torturada terriblemente, finalmente confesó. Por un mandato especial, su cabeza y vello corporal fueron afeitados; la sujetaron a la pared de su celda con una brida de bruja, un instrumento de hierro con 4 puntas afiladas forzadas dentro de la boca, de modo que dos puntas presionaron contra la lengua y las otras dos contra las mejillas. Fue mantenida sin dormir, con una soga alrededor de su cabeza, y solo después de estas ordalías, Agnes Sampson confesó las cincuenta y tres acusaciones en su contra. Finalmente fue estrangulada y quemada como bruja. Según Newes from Scotland, Declaring the Damnable Life of Dr. Fian, a Notable Sorcerer (Noticias de Escocia, declarando la condenable vida del Dr. Fian, notable hechicero), un folleto publicado en 1591, Sampson confesó haber asistido a un Sabbat con 200 brujas, Duncan entre ellos.
El Dr. Fian también sufrió severas torturas. Soportó que le extrajeran las uñas a la fuerza, luego le clavaron alfileres de hierro, usaron los guiños y la bota. Finalmente fue llevado a Castlehill en Edimburgo y quemado en la hoguera el 16 de diciembre. 
Según Christopher Smout, entre 3.000 y 4.000 brujas acusadas pudieron haber sido ejecutadas en Escocia en los años 1560-1707.

### Gillis Duncan
Se relacionó a las tormentas con brujas escocesas cuando una empleada llamada Gillis Duncan (o Geillis Duncan), que trabajaba para un hombre llamado David Seaton en la ciudad de Tranent, fue obligada a confesarse por su empleador. Aparentemente, Duncan de repente comenzó a exhibir una milagrosa habilidad curativa y se escabullía de la casa durante la noche. Cuando Seaton se enfrentó a Duncan y ella no pudo explicar su nueva habilidad y comportamiento extraño, él hizo que la torturaran. Bajo dicha tortura, ella confesó ser bruja y acusó a muchos otros de brujería. Según el folleto contemporáneo Newes from Scotland, 1591, nombró a numerosas personas, tanto mujeres como hombres: 

Agnes Sampson, la bruja mayor de todas, que habita en Haddington; Agnes Tompson de Edenbrough; el doctor Fian alias John Cuningham, maestro de la escuela en Saltpans en Lowthian, de cuya vida y actos extraños se escuchará en gran medida al final de este discurso. Éstos fueron por la acusada Geillis Duncane, como también la esposa de George Motts, que vivía en Lowthian; Robert Grierson, patrón; y Jannet Blandilands; con la esposa del alfarero de Seaton, el herrero en Brigge Hallis, con innumerables otros en esos sitios y que habitan en los límites mencionados anteriormente; de los cuales algunos ya están ejecutados, el resto permaneció en prisión para recibir el juicio final según sea la voluntad y el placer de su Majestad Real.

También se descubrió que Duncan había conspirado con Ewphame Mecalrean en el asesinato del padrino de Duncan. 

### Barbara Nap(i)er
Gillis Duncan hizo que detuvieran a Barbara Naper por matar con hechizos a Archibald Douglas, octavo conde de Angus. Se dijo que Archibald murió de una enfermedad tan extraña que no podría haber cura o remedio. 
Barbara Napier venía de buena familia y se había casado con un vendedor de libros llamado George Ker en 1572. George murió en La Rochelle en 1576 y luego se casó con Archibald Douglas. Napier había comprado amuletos para mejorar su propia salud y para tratar de arreglar su mala relación con la condesa de Angus, Lady Jean Lyon, de la que era empleada ella y su esposo. No funcionaron ya que perdió su trabajo. Cuando todo llegó a juicio, Napier fue acusada de intento de asesinar al rey por brujería, pero solo fue declarada culpable del delito menor de conspirar con brujas. Jacobo I ordenó al canciller que los médicos la examinaran para ver si estaba embarazada, y si no lo estaba, quemarla y destriparla públicamente. Jacobo quería una apelación para revocar el primer veredicto y aunque su destino no está claro, se cree que eventualmente fue quemada hasta la muerte.

## Cultura popular
Shakespeare tomó muchos conceptos de los juicios, incluidos los rituales confesados por las brujas y el escenario escocés, en su tragedia Macbeth. Fuertemente influenciada por los incidentes hechos públicos, la obra fue publicada unos años después de la Daemonologie del rey Jacobo. Utilizó muchas citas de los tratados, en la obra las tres brujas lanzan sus hechizos de la misma manera.
Los juicios y los eventos que condujeron a ellos se ficcionan en la novela histórica para jóvenes adultos de 1971 The Thirteenth Member de Mollie Hunter . 
El grupo de heavy / doom metal Cathedral tiene una canción llamada "North Berwick Witch Trials" en su álbum de 2005 The Garden of Unearthly Delights.
La serie de novelas Outlander de Diana Gabaldon presenta a un personaje recurrente llamado Geillis Duncan que es juzgada y condenada por ser una bruja. En la adaptación televisiva, es interpretada por Lotte Verbeek.